# La Voix dans les ténèbres
La Voix dans les ténèbres (The Voice in the Dark) est une nouvelle policière et fantastique d'Agatha Christie mettant en scène Harley Quinn et M. Satterthwaite.
Initialement publiée le 4 décembre 1926 dans la revue Flynn's Weekly aux États-Unis, cette nouvelle a été reprise en recueil en 1930 dans The Mysterious Mr Quin au Royaume-Uni et aux États-Unis. Elle a été publiée pour la première fois en France dans le recueil Mr Quinn en voyage en 1969.
Cette nouvelle a la particularité que l'énigme policière est résolue par M. Satterthwaite et non par Harley Quinn (qui n’a qu'un rôle très secondaire).

## Personnages
- M. Satterthwaite : sexagénaire, amateur d'énigmes policières.
- Harley Quinn : homme mystérieux (rôle secondaire dans le récit).
- Barbara Barron, comtesse Stranleigh (« lady Stranleigh ») : vieille connaissance de M. Satterthwaite.
- Margery : fille de lady Stranleigh.
- Alice Clayton : femme de chambre de lady Stranleigh.
- Marcia Kean : amie de Margery.
- Roley Vavasour : cousin de Margery.
- Mme Lloyd : médium et spirite.
- Mme Casson : connaissance de Marcia et de Roley.

## Résumé
La nouvelle est composée de quatre courts chapitres.
- Mise en place de l'intrigue

À Cannes, Barbara Barron, comtesse Stranleigh (« lady Stranleigh ») annonce à son vieil ami M. Satterthwaite que sa fille, Margery, aurait entendu des « voix » menaçantes. Puisque Satterthwaite retourne en Angleterre, accepterait-il de mener une rapide enquête ? Elle lui confie que selon elle, Margery est peut-être atteinte de démence et que les voix qu'elle entend pourraient être des hallucinations auditives. Faut-il la faire interner ? Faut-il consulter un psychiatre ? Satterthwaite accepte de rencontrer Margery (chapitre 1).
- Enquête

De retour en Angleterre, Satterthwaite rencontre brièvement M. Quinn (chapitre 2).
Puis il se rend au manoir Stranleigh. Margery lui confirme que depuis deux mois, elle a entendu une voix qui, à plusieurs reprises en pleine nuit (d'où le titre de la nouvelle) lui a dit : « Rendez ce qui ne vous appartient pas, rendez ce que vous avez volé ». Très récemment, un spectre l'a même attaquée durant son sommeil et lui a fait du mal au cou. Elle lui montre une rougeur au cou. La femme de chambre, Alice Clayton, qui dort dans la chambre d'à côté, a aussi entendu ces voix ; toutefois elle ne sait rien sur l’attaque dont a été victime Margery. Quelques jours après, Marcia Kean (amie de Margery) et Roley Vavasour (son cousin), organisent une séance de spiritisme. Au cours de cette séance, on entend un spectre menacer Margery et réclamer : « Rendez ce qui ne vous appartient pas, rendez ce que vous avez volé » (chapitre 3).
- Dénouement et révélations finales

Étant retourné à Londres, Satterthwaite apprend qu'à Cannes, lady Stranleigh a reçu une boîte de chocolat censée avoir été envoyée par sa fille, et qu'elle est hospitalisée à la suite d'un chocolat empoisonné. M. Satterthwaite découvre qui est derrière cette mystification et l'origine de cette vengeance. 
Quarante ans auparavant, les deux sœurs Barbara et Béatrice, accompagnées de leur nurse Alice Clayton, avaient subi le naufrage de leur navire. Alice Clayton était morte durant le naufrage et Béatrice avait été percutée par un morceau de bois. Ce choc l’avait rendue amnésique. Barbara avait alors déclaré la mort de Béatrice (en réalité Alice) et avait fait passer Béatrice amnésique pour sa femme de chambre. L'amnésie de Béatrice avait duré durant toute cette période, mais elle avait partiellement recouvré un petit bout de mémoire ces derniers temps. Béatrice avait compris qu'elle avait été spoliée de son titre de comtesse, du manoir des Stranleigh et de la fortune afférente. C'est elle qui avait fait peur à Margery à plusieurs reprises et qui l'avait agressée dans le noir. C'est elle aussi qui, récemment, a envoyé des chocolats empoisonnés à Barbare et est intervenue durant la séance de spiritisme pour faire croire à la menace proférée par un spectre (chapitre 4).

## Publications
Avant la publication dans un recueil, la nouvelle avait fait l'objet de publications dans des revues :
- le 4 décembre 1926, aux États-Unis, dans le no 2 (vol. 20) de la revue Flynn's Weekly[1] ;
- en mars 1927, au Royaume-Uni, no 4 de la série « The Magic of Mr Quin », dans le no 239 de la revue The Story-Teller[1].

La nouvelle a ensuite fait partie de plusieurs recueils :
- en 1930, au Royaume-Uni et aux États-Unis, dans The Mysterious Mr Quin[1] (avec 11 autres nouvelles) ;
- en 1969, en France, dans Mr Quinn en voyage (avec 5 autres nouvelles) ;
- en 1991, en France, dans Le Mystérieux Mr Quinn (réédition fusionnant les deux recueils de 1969, Le Mystérieux Mr Quinn et Mr Quinn en voyage).